# Заульгайм
Заульгайм (нім. Saulheim) — громада в Німеччині, розташована в землі Рейнланд-Пфальц. Входить до складу району Альцай-Вормс. Складова частина об'єднання громад Веррштадт.
Площа — 18,94 км2. Населення становить 8111 ос. (станом на 31 грудня 2020).

## Галерея

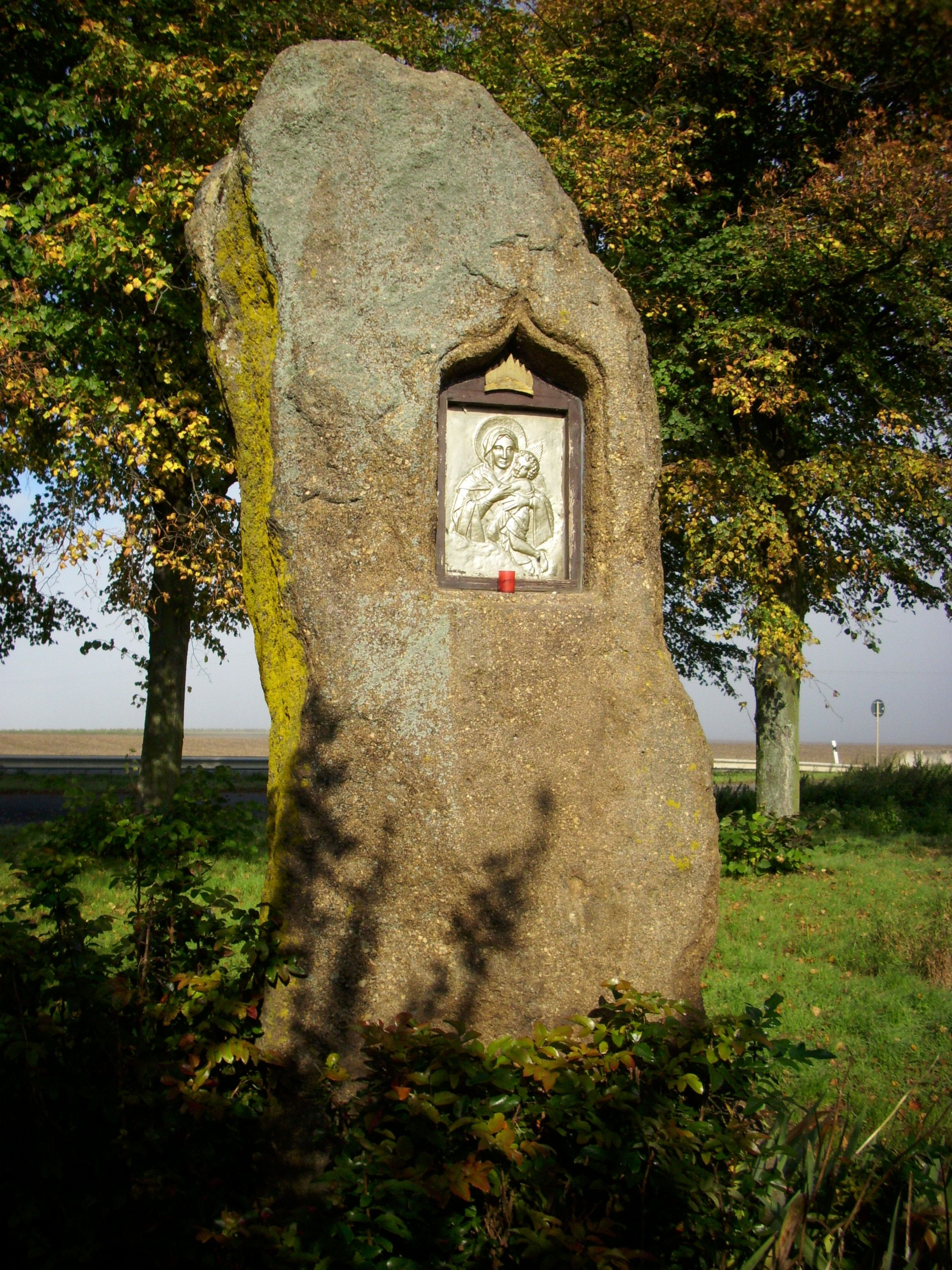
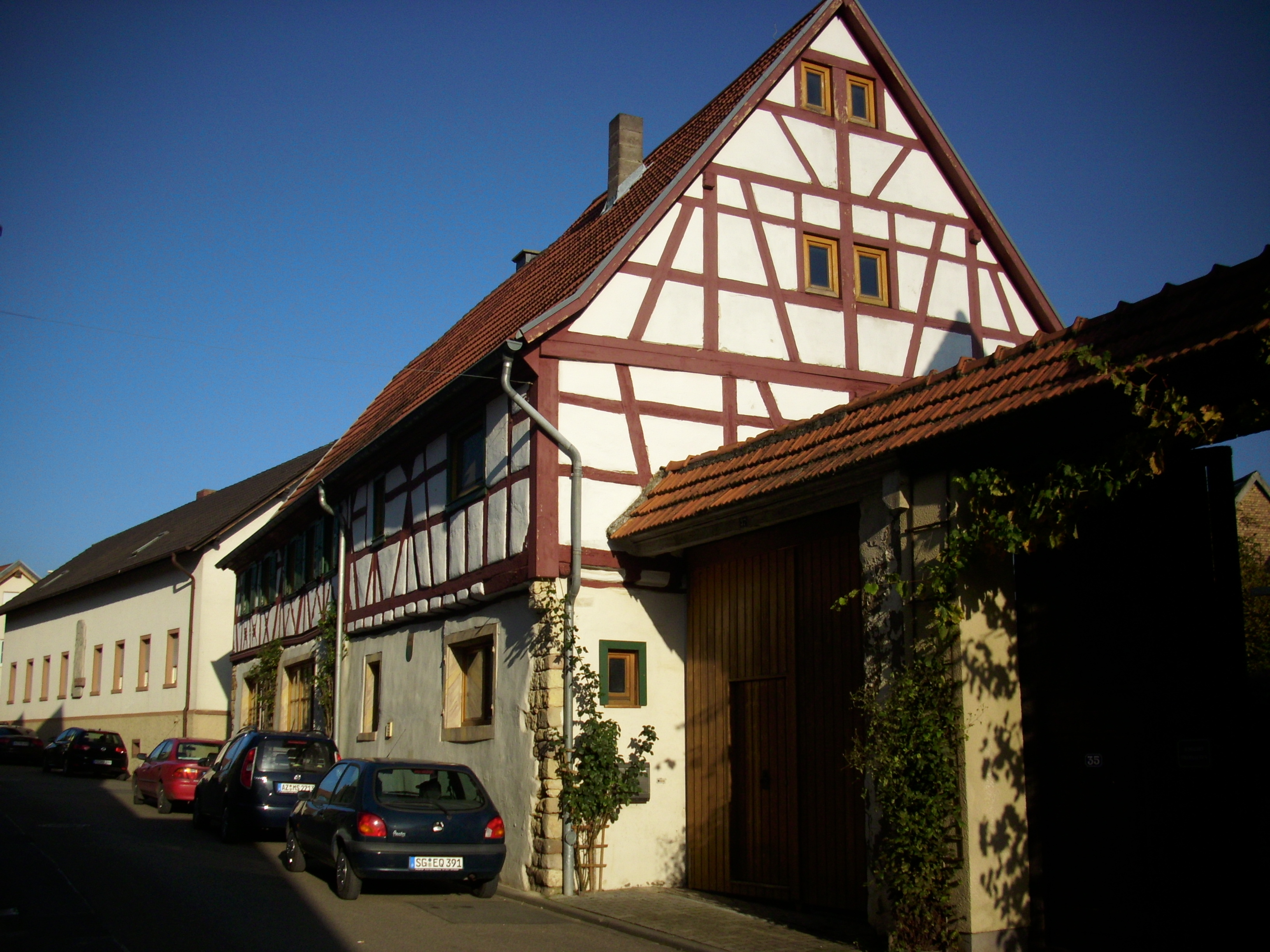
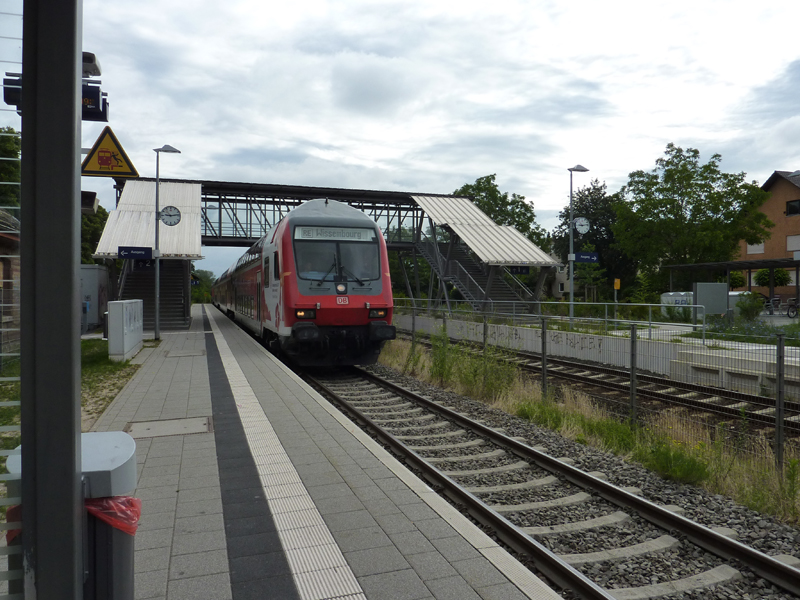